# دهستان دیزج
دیزج، دهستانی است از توابع بخش مرکزی شهرستان خوی در استان آذربایجان غربی ایران.

## جمعیت
براساس سرشماری مرکز آمار ایران در سال ۱۳۹۵، جمعیت این دهستان برابر با ۱۹٬۶۸۱ نفر (۵٬۳۸۰ خانوار) بوده‌است. 